# Förskoleklass

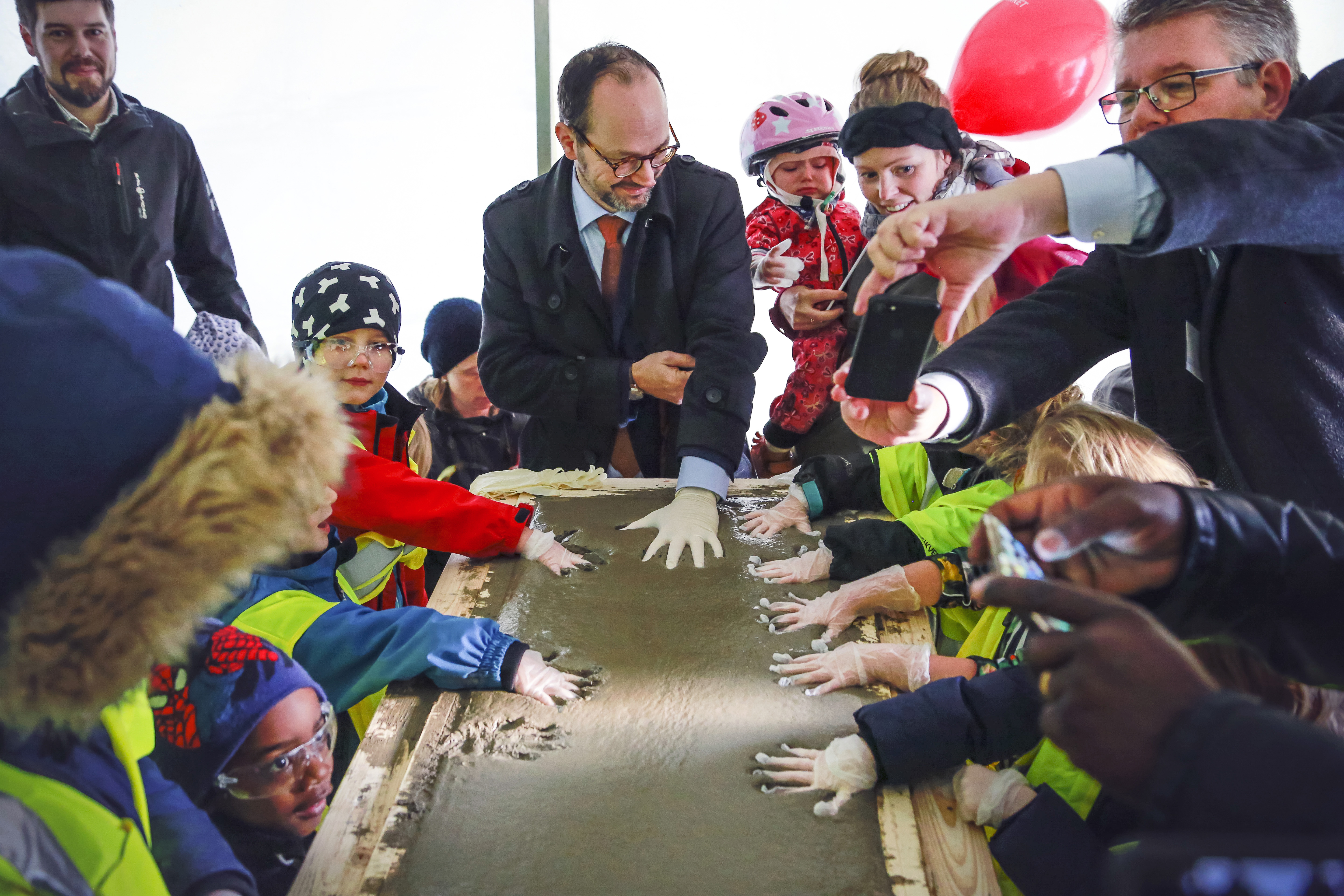
Tomas Eneroth (S) med en förskoleklass i Skåne, 2017.

Förskoleklass, tidigare årskurs 0, sexårsgrupp eller sexårsverksamhet, är en skolform i Sverige, motsvarande den finländska förskolan. Mellan 1998 och 2018 var den frivillig under namnet förskoleklass. Från hösten 2018 är den obligatorisk. Bestämmelserna om förskoleklassen regleras i skollagen och Läroplanen (Lgr22). Från och med det år ett barn fyller sex år är kommunen skyldig att erbjuda plats i förskoleklass. Barn kan börja från fem års ålder. Förskoleklassen är avgiftsfri och omfattar minst 525 timmar under ett läsår.
I förskoleklassen leder förskollärare och grundskollärare verksamheten. Ofta är skolbarnsomsorgen en integrerad verksamhet där förskoleklassen pågår innan lunch och fritids tar vid efter lunchrasten. Det kan medföra att en fritidspedagog är aktiv även i förskoleklassverksamheten.
I Finland kallas motsvarande verksamhet förskola, medan den finländska verksamheten för barn under sex år, som motsvaras av förskola i Sverige, kallas daghem eller dagvård.
I Danmark finns också en motsvarighet till förskoleklass. Under 2000-talet har den blivit en obligatorisk del av grundskolan i Danmark, fått mer kunskapsfokusering och leken integrerats i undervisningen.
Den 18 juni 2025 klubbade riksdagen i Sverige igenom en lagändring som innebär att förskoleklassen slopas från och med hösten 2028 och istället ersätts med årskurs 1.

## Historia
Den 1 april 1976 införde Sverige en skyldighet för kommunen att erbjuda plats i förskola för samtliga 6-åringar 525 timmar per kalenderår, vilket kallades allmän förskola. På den tiden var det antingen heltidsförskola (tidigare daghem/dagis) eller deltidsförskola (tidigare lekskola/lekis) som gällde.
Under 1970-talet införde många förskolor i Sverige så kallad sexårsträning för sexåringarna, på heltidsförskolorna ersatte de ofta vilostund för sexåringarna, då många barn inte ville vila.
Under slutet av 1980-talet och början av 1990-talet debatterades det allt oftare i Sverige att sänka skolstartsåldern från det år barnen fyller sju till det år barnen fyller sex. I samband med detta började man på allt fler platser i Sverige att starta verksamhet för sexåringar vid grundskolorna. När denna verksamhet inleddes kallades den först för sexårsgrupp eller sexårsverksamhet, och därefter årskurs 0. 
Då förskoleklassen infördes som begrepp överfördes skyldigheten för kommunerna till att erbjuda plats i förskoleklass istället. Från och med höstterminen 2018 är förskoleklassen obligatorisk.
År 2021 kom regeringen med förslag om att i framtiden slopa förskoleklass och istället låta förskoleklassen få bli årskurs ett i grundskolan, och lågstadiet bli fyraårigt. Detta förslag klubbades igenom i riksdagen 18 juni 2025 och skall börja gälla från och med hösten 2028. Syftet med en tioårig grundskola är att eleverna ska få mer studietid, särskilt inom kärnämnen. Utbildningsminister Johan Pehrson (L) och skolminister Lotta Edholm (L) var också tydliga med att de vill att otydlig och ogenomtänkt digitalisering i undervisningen ska stoppas, istället ska det vara fråga om "traditionella" undervisningsformer. Frågor har väckts om vad som ska hända med leken inom förskoleklassen. Regeringen Kristersson anser att det fortsatt ska finnas mycket plats för lek inom undervisningen. För personalen som arbetar i förskoleklass fanns ingen tydligt presenterad plan (2024), men målet att lärarkompetensen ska stärkas.